# Закон двійникування
Закон двійникування (рос. закон двойникования, англ. twin law; нім. Zwillingsgesetz, Zwillingsbildungsgesetz n, das Gesetz n der Zwillingsbildung f) — кристалографічна закономірність, яка характеризує взаємовідношення індивідів двійника. 
Цей закон визначається символами дв. пл. (для двійників по площині), дв. осі (для двійників по осі), а для комплекс-них двійників – символом двох двійників осей або двійник осі і двійник площини. Для деяких мінералів певне двійникування настільки характерне, що дістало назву спеціальних законів за назвою цих мінералів, за їх місцем знаходження або за прізвищем дослідника, наприклад, Закон двійникування алмазний, Закон двійникування альбітовий, Закон двійникування арагонітовий і т.д.